# Castello di Bicchignano
II castello di Bicchignano o di Veano, conosciuto anche come Castellone, Castellaccio o Castellazzo, è una fortificazione situata a Bicchignano, frazione del comune italiano di Vigolzone, in provincia di Piacenza. Sito in una posizione dominante sulle prime propaggini collinari della val Nure, occupava una posizione strategica all'interno del sistema difensivo della famiglia Anguissola che si estendeva tra la media val Trebbia e le vallate limitrofe fino ad avvicinarsi alla città di Piacenza.

## Storia
Il castello venne citato per la prima volta nel corso dell'XI secolo, periodo durante il quale esso fu donato al monastero di San Savino di Piacenza; successivamente entrò a far parte dei possedimenti della famiglia Anguissola, divenendo uno dei capisaldi del suo sistema difensivo. Nel 1324 divenne di proprietà di Gandolfo Zanardi. Nel 1404 divenne un possesso di Bernabò Landi, che avviò una serie di lavori di espansione e rafforzamento della fortificazione.
Nel corso del mese di gennaio del 1513 la fortificazione, divenuta nel frattempo di proprietà della camera apostolica, venne ceduta al conte Ettore Scotti; passata ai suoi figli, nel 1527 fu acquistata da Claudio Landi. Il castello fu, poi, comprato dalla famiglia Zanardi Landi, la quale nel 1577 ne ottenne l'investitura feudale.
Nel XVIII secolo il castello, ormai abbandonato, andò definitivamente in rovina.
Durante la seconda guerra mondiale, nell'ambito della lotta partigiana, fu teatro di scontri tra i partigiani e le truppe tedesche. Questi scontri causarono ulteriori danni alla struttura.

## Struttura
Della costruzione, realizzata in pietre di fiume dotate di un rivestimento in laterizio, rimangono solo alcuni resti, dai quali traspaiono tuttavia elementi a testimonianza dell'originaria importanza strategica e grandezza della fortificazione. Il più imponente è il rudere di un torrione dotato di un'alta base scarpata e lunghi beccatelli su cui poggiava il cammino di ronda, tutti elementi caratteristici della tipologia architettonica sforzesca.
Il complesso presentava originariamente una struttura a pianta quadrangolare dotata di torri ad angoli alterni le quali erano orientate rispettivamente a occidente e a oriente.